# Laplace (Antarktika)
Laplace je mali stjenoviti otok 600 metara zapadno-sjeverozapadno od La Conchée i 1.4 km sjeverno od rta Cape Mousse, Antarktika. Ucrtala ga je 1951. Francuska antarktička ekspedicija i nazvala ga po Pierre-Simonu Laplaceu, francuskom astronomu i matematičaru.